# Eire Rautenberg
Eire Rautenberg (* 4. April 1956 in Dortmund als Inge Rautenberg) ist eine deutsche Schriftstellerin.

## Leben
Sie arbeitete 1972 bis 1980 als Verwaltungsangestellte bei der Dortmunder Stadtverwaltung. 1984 gründete sie in Dortmund die erste esoterische Fachbuchhandlung Pentagramm. Danach lebte sie drei Jahre in Portugal an der Algarve. Dort entstand ihr erstes Buch, der autobiografische Roman Dona da Casa: Eine Liebe in Portugal, welcher später als Taschenbuch unter dem Titel Herrin des Hauses veröffentlicht wurde. Als sie 1991 zurückkehrte, verkaufte sie ihren Fachbuchladen Pentagramm.  Sie schrieb mehrere Fachartikel für verschiedene Zeitschriften, wie Tattva Viveka, und den Sphinx Verlag. Sie arbeitete als freie Autorin und als Dozentin in verschiedenen Volkshochschulen in Nordrhein-Westfalen im Bereich der Lyrik, unter anderem in der VHS Schwerte und in der VHS Witten.
Heute arbeitet sie als Autorin und freie Journalistin und lebt in Schwerte.

## Spiritualität
Laut ihrer Biographie reiste sie mit einem Rucksack durch Europa, Asien und Afrika und lebte zeitweise in den spirituell orientierten Lebensgemeinschaften Findhorn Foundation in Schottland und Auroville in Südindien. Von diesen Erfahrungen handelt auch ihr Roman Grenzlandbewohner. Nachdem sie mehrere Nahtoderfahrungen erlebte, beschäftigte sie sich mit dem Schamanismus und dem Neopaganismus. Nach eigenen Angaben wurde sie 1977 in den Kriya Yoga initiiert und gründete 2004 eine eigene Linie, den Istari-Wicca, wo sie auch Hohepriesterin ist.

## Werke
- Dona da Casa: Eine Liebe in Portugal, Ulrike Helmer Verlag, 2001, ISBN 978-3-927164-82-6
- Traumgeboren, Araki Verlag, 2011, ISBN 978-3-941848-01-6
- Kein Blatt vor dem Mund: Gesammelte Gedichte aus 30 Jahren, epubli, 2. Aufl. 2017, ISBN 978-3-7450-0224-9
- Grenzlandbewohner – Autobiografischer Roman: Eine Reise durch die wilden Jahre des New Age, epubli, 2017, ISBN 978-3-7450-0222-5
- Der Deutsche Lebensbaum: Auf den Spuren alteuropäischer und asiatischer Ahnen, epubli, 2017, ISBN 978-3-7450-4260-3
- Herrin des Hauses, epubli, Neuauflage 2020, ISBN 978-3-7531-0798-1
- Volk des Lichts: Die Herkunft der Teuta & der deutsche Ahnengott, epubli, 2017, ISBN 978-3-7450-0714-5
- Die Deltagöttin-Kultur: Atlantis und die Vorfahren der Deutschen, epubli, 2017, ISBN 978-3-7450-1439-6
- Die Virtuellen. Utopischer Roman, epubli, 2020, ISBN 978-3-7531-0193-4
- Magisches Kartenlegen: Das Anleitungs- und Deutungsbuch, Neue Erde, 2021, ISBN 978-3-89060-790-0
- Der deutsche Lebensbaum: Auf den Spuren alteuropäischer und asiatischer Ahnen - Gesamtwerk mit Karten und Bildern -, epubli, 2021, ISBN 978-3-7541-6080-0
- Vergessene deutsche Vornamen, Neopubli GmbH, 2021, ISBN 978-3-7549-1390-1
- Kleine Schriftenreihe / Die Amazonen - Das wehrhafte Frauenvolk, epubli; 1. Edition, 2022, ISBN 978-3-7565-4446-2
- Deine vergangenen Leben: Vom Kalender zum Orakel für Frauen - 140 farbige Karten zum Ausschneiden, epubli; 1. Edition, 2022, ISBN 978-3-7565-3351-0
- Merry Christmas - Notizbuch, epubli, 2022, ISBN 978-3-7565-4198-0
- Das Auge der Sahara, epubli, 2023, ISBN 978-3-7575-7552-6
- Mondgöttin - GEDICHTE -, epubli, 2025, ISBN 978-3818780739